# Pointe de Paray
Pointe de Paray är en bergstopp i Schweiz.   Den ligger i distriktet Gruyère och kantonen Fribourg, i den sydvästra delen av landet, 50 km söder om huvudstaden Bern. Toppen på Pointe de Paray är 2 282 meter över havet.
Terrängen runt Pointe de Paray är huvudsakligen bergig, men österut är den kuperad.
Trakten runt Pointe de Paray består till största delen av jordbruksmark. Runt Pointe de Paray är det ganska glesbefolkat, med 24 invånare per kvadratkilometer.